# Кохання не пробачає
«Кохання не пробачає» — радянський художній фільм 1980 року, знятий режисером Ільмурадом Бекмієвим на кіностудії «Туркменфільм».

## Сюжет
Односельці Аджап та Мейліс покохали один одного. Проте родичі Аджап, прихильники старих традицій, розлучили закоханих. Минули роки. Знову зустрілися Аджап та Мейліс, відродилися колишні почуття. Однак Аджап назавжди прощається з Мейлісом, щоб не руйнувати його сім'ю.

## У ролях
- Мулькаман Оразов — Мейліс
- Зулейха Хатамова — Аджап
- Тамара Джураєва — Ширін
- Уктам Лукманова — бабуся Енеш
- Ата Дурдиєв — Ашир-ага
- Олександр Якубов — голова
- Акмурад Бекмієв — Акмурад
- Д. Бекмієва — Джаннет
- М. Алієва — епізод
- Керім Аннанов — епізод
- Еджебай Орунова — епізод
- Ахмет Кулієв — епізод
- Хурма Хаджимурадова — епізод
- С. Кульмамедова — епізод
- А. Мамедов — епізод

## Знімальна група
- Режисер — Ільмурад Бекмієв
- Сценаристи — Тура-Мерджен Курбанова, Аркадій Інін
- Оператор — Шаріф Шаріфов
- Композитор — Мурат Атаєв
- Художник — Олексій Філь